# Gonomyia spinolateralis
Gonomyia spinolateralis är en tvåvingeart som beskrevs av Alexander 1971. Gonomyia spinolateralis ingår i släktet Gonomyia och familjen småharkrankar.
Artens utbredningsområde är Panama. Inga underarter finns listade i Catalogue of Life.